# I predatori blu
I predatori blu (The Supernaturalist) è un romanzo fantascientifico del 2004 dello scrittore irlandese Eoin Colfer (noto come ideatore del ciclo fantasy di Artemis Fowl).

## Trama
Satellite City è una metropoli del futuro interamente controllata dal satellite miyshi9 ed evoluta fino ad assumere connotati da incubo: un mostro di 25 milioni di abitanti, ammassati come miseri insetti.
Nello scenario terribile e grottesco di questa degenerata città, i ragazzi privi di famiglia, di sponsor che possano riscattarli da una vita allucinante, sono rinchiusi in istituti che li sfruttano a loro piacimento, anche per testare nuovi e spaventosi farmaci. 
L'adolescente Cosmo Hill è una di queste innocenti cavie, almeno fino a quando il suo piano di evasione ottiene l'insperato successo dopo un incidente durante un normale trasferimento. Ma l'esistenza al di fuori delle mura dell'orfanotrofio è tutt'altro che semplice, soprattutto quando Cosmo scopre di poter vedere piccole creature blu impegnate a succhiare l'energia vitale degli esseri umani; il ragazzo è un Avvistatore, per alcuni un eletto, per altri l'ennesima stranezza da studiare e sfruttare. Affiliarsi alla banda dei Supernaturalisti, cacciatori di Predatori Blu, è forse la cosa più giusta da fare.

## Edizioni
- Eoin Colfer, I Predatori Blu, traduzione di Angela Ragusa, Arnoldo Mondadori Editore, 2004,  p. 268, ISBN 88-04-53495-8.